# 알레한드로 알론소
알레한드로 세자르 알론소(스페인어: Alejandro César Alonso, 1982년 3월 3일 ~ )는 아르헨티나의 전 축구 선수로, 현역 시절 포지션은 미드필더였다.

## 축구인 경력

### 선수 경력
2001년 아르헨티나의 우라칸에서 데뷔하였고 2005년 보르도와 4년 계약을 체결하며 유럽 무대를 밟았다. 당시 부상으로 전력에서 이탈한 상태였던 줄리앙 포베르의 대체자로 기대를 모았다. 보르도에서 3시즌 간 리그 83경기에 출전하여 준수한 활약을 보였고 2008년 AS 모나코로 이적하였다. 모나코 이적 후 박주영과 호흡을 맞추며 좋은 활약을 펼쳐 주장 완장까지 넘겨 받았으나 2009-10 시즌 슬럼프를 겪기 시작하여 출전 기회가 줄어들었고 결국 2011년 생테티엔으로 이적하였다.